# 納富陳平
納富 陳平（のうとみ ちんぺい、1876年（明治9年）12月26日 - 1934年（昭和9年）3月1日）は、日本の政治家、実業家、銀行家。衆議院議員。北浜銀行取締役兼支配人、福岡銀行取締役などを歴任。

## 経歴
福岡県怡土郡神在村（糸島郡加布里村大字神在、前原町、前原市を経て現糸島市神在）で、納富義雄の二男として生まれる。1896年（明治29年）福岡県立尋常中学修猷館、1899年（明治32年）第五高等学校法科、1903年（明治36年）京都帝国大学法科大学政治学科を卒業。同年8月、北浜銀行に入行。陸軍三等主計となる。
その後、北浜銀行取締役兼支配人となり、1919年（大正8年）12月、同行破綻の整理を行い退職。1920年（大正9年）福岡銀行取締役に就任。その他、垂水土地取締役、稗島土地取締役、九州軽便鉄道監査役、北九州鉄道監査役などを歴任。
1920年5月、第14回衆議院議員総選挙に福岡県八区から庚申倶楽部の候補として出馬し当選。1924年（大正13年）1月の議会解散まで在任し、衆議院議員を1期務めた。
1923年（大正12年）福岡銀行が第十七銀行と合併のため同行を退職した。その他、加古川製紙取締役、播州鉄道監査役、木津川土地運河監査役などを務めた。